# Mai Toquem Junts
Mai Toquem Junts és un quartet reusenc de rock dur. Enregistraren un primer disc (Aerosomnis) el 1999, influït per grups comercials com Aerosmith.